# 城堀川
城堀川（じょうぼりがわ）は、群馬県沼田市を流れる利根川水系の準用河川。滝坂川とも。

## 概要
群馬県沼田市白沢町高平で用水を集め、国道120号の北側を西へ向かって流れる。横塚町付近で新滝坂川と分流し、その後も西へ進み沼田城跡（沼田公園）付近で薄根川に合流する。途中、国道120号線の拡幅工事によって一部は埋め立てられ、城堀川緑地となっている。
春に地元中学生による清掃が行われている。

## 歴史
城堀川は自然に形成された川ではなく、独特の地形により水には恵まれなかった沼田に用水確保のために造られた人工の川である。沼田氏が約12ｋｍ離れた白沢川より開鑿（かいさく）を行い用水確保を図った。その後、真田信之が不足しがちな用水確保のため川場村地内からも水を引き、二代真田信吉の代で白沢用水と川場用水とを併せて城堀川を完成させた。

## 景色
城堀川には所々に遊歩道が整備されており、桜やアジサイなどが植えてあるため、季節おりおりの美しい景色を見ることができる
。

## アクセス
- 自家用車 - 関越自動車道沼田ICから市街地方面へ車で約5分。
- 公共交通機関 - JR上越線沼田駅から「三軒茶屋行」バス約10分→バス停「国立病院入口」下車徒歩3分。